# Syntherata insignis
Syntherata insignis är en fjärilsart som beskrevs av Walker 1869. Syntherata insignis ingår i släktet Syntherata och familjen påfågelsspinnare. Inga underarter finns listade i Catalogue of Life.